# Recensement de Colombie de 1928
Le recensement de Colombie de 1928 est un recensement de la population lancé en 1928 à partir du 17 novembre dans la République de Colombie. La Colombie comptait alors 7 851 110 habitants.